# コスモス (宇宙観)
コスモス（cosmos）とは、一般的に、宇宙を秩序ある、調和のとれたシステムとみなす宇宙観である。「秩序、整列」を意味するギリシア語のκόσμοςという言葉に由来し、カオスと対をなす概念である。英語のuniverseの類義語であるが、コスモスには秩序・調和の存在が暗示されている。ロシア語では単に「宇宙」を意味している。
化粧を意味するモスメトロや化粧学を意味するコスメトロジーも同じ語源である。

## 哲学

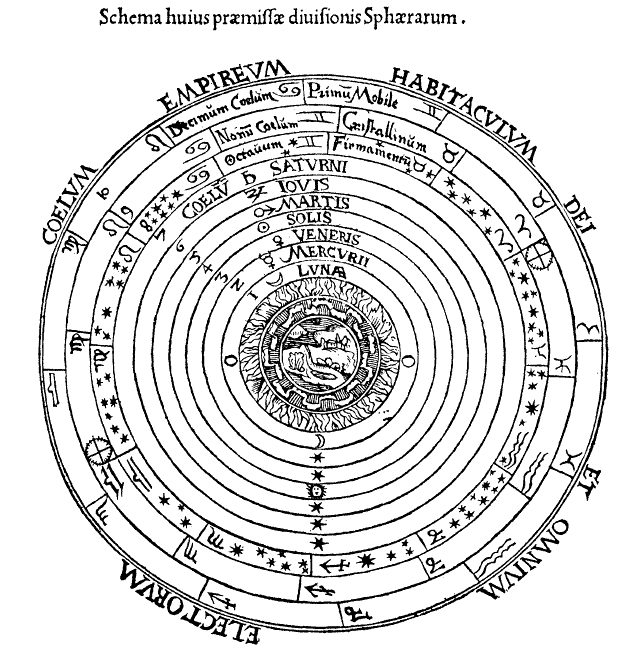
Petrus ApianusのCosmographia (Antwerp, 1539)に描かれた中世のコスモス

古代ギリシャのピタゴラスは、宇宙を指すのに「kosmos コスモス」という語を用いた最初の哲学者だと言われている。この背景を説明すると、古代ギリシャでは「コスモス」という言葉は、調和がとれていたり秩序がある状態を表現する言葉であり、庭園・社会の法・人の心などが調和がとれている状態を「kata kosmon（コスモスに合致している）」と表現した。同学派の人々は、数を信仰しており、存在者のすべてがハルモニアやシンメトリアといった数的で美的な秩序を根源としていると考えゆえに、この世界はコスモスなのだ、と考えてそう呼んだ。このように見なすことにより同学派の人々は、一見すると不規則な点も多い天文現象の背後にひそむ数的な秩序を説明することを追及することになった。その延長上にプロラオスやエウドクソスらによる宇宙論がある。

## 神学
キリスト教神学では、この言葉は創造された宇宙を意味する。七十人訳聖書では、コスモス及びoikumene エクメーネという言葉は生きている者が住んでいる世界を指す。キリスト教神学では、「この世」を意味する「aion アイオーン」という言葉の類義語も意味し、死後の世界と対比される。
ピタゴラスの用いたコスモスに相当する語がゾロアスター教にもあり、「aša アシャ」という。「神の秩序」を意味した。
「無限の拡大」と定義されることもあり、外宇宙のような霊的、精神的な存在に対して用いられる。

## コスモロジー
「コスモロジー」（cosmos + logy）とは、宇宙に関する説、論などである。西洋の宇宙論は一般的に、全ての存在の中に何らかの暗黙の秩序を見出すことを目的としている。世界および存在にある何らかの秩序を説明するという点では、宗教や哲学の体系は一種の宇宙論でもある。

## ルネサンス
ルネサンス期、ギリシャのコスモロジーを継承して、宇宙全体を《マクロコスモス》と呼び、それに対してひとりひとりの人間や人間の魂・心を《ミクロコスモス》と呼び、マクロコスモスとミクロコスモスのふたつのコスモスが交流・照応している、という思想があった。

## コスミズム
20世紀初頭にロシアで、Russian cosmism ロシア宇宙主義と呼ばれる、宇宙を中心とした哲学、文化運動が興った。
神学的または科学的な意味で宇宙に言及する哲学は、宇宙主義と言われる。この哲学は、提案者と言われることもある作家のハワード・フィリップス・ラヴクラフトらによって調査され、後に『銀河ヒッチハイク・ガイド』等でも言及された。

## ニューエイジの哲学
哲学者ケン・ウィルバーは、cosmosという言葉を、「意識の領域も含む、存在する全ての現象」という意味で用いている。そのため、Universeという言葉とは明確に区別して用いられている。

## SF
オラフ・ステープルドンは、SF小説『スターメイカー』の中で、複宇宙超時間の中で神がいかにして複雑なコスモスを作り、変化させたのかを描いている。